# دیکمن
دیکمن (به ترکی استانبولی: Dikmen) یک منطقهٔ مسکونی در ترکیه است که در استان سینوپ واقع شده‌است.